# Bangers Vs. Fuckers
Bangers Vs. Fuckers is het derde studioalbum van de Amerikaanse garagerockband Coachwhips. Het album werd uitgebracht op 27 januari 2004. Naast de uitgave op cd verscheen er ook een gelimiteerde uitgave op roze vinyl. In 2015 kwam er een heruitgave op het label Castle Face, dat mede opgericht werd door frontman John Dwyer.

## Ontvangst
Het album werd positief ontvangen door recensenten. Johnny Loftus van AllMusic omschreef de atmosfeer van het album als immoreel ("sleazy") met een bevredigende schok ("satisfying jolt"). Net als ander werk van Coachwhips, klinken de zang en de muziek ook op Bangers Vs. Fuckers sterk verstoord. Het werk wordt tot de garagerock gerekend, maar volgens Luke Turner van Playlouder is de muziek rauwer en harder: "They take that raw simplicity of people first falling in love with overdrive, and give it a modern, urgent twist that combines both blustering swagger and shuddering grace."

## Tracklist
| 1.                 | You Gonna Get It          | 2:26 |
| 2.                 | Extinguish Me             | 1:58 |
| 3.                 | I Knew Her, She New Me    | 1:20 |
| 4.                 | Purse Peekin              | 1:36 |
| 5.                 | Dancefloor, Bathroom      | 2:03 |
| 6.                 | I Drank What?             | 1:16 |
| 7.                 | Evil Son                  | 1:38 |
| 8.                 | Thee Alarm                | 1:28 |
| 9.                 | Recline, Recline          | 1:30 |
| 10.                | (Harlow's) Muscle of Love | 2:10 |
| 11.                | Goodnite, Goodbuy         | 0:46 |
| Totale duur: 18:13 |                           |      |

- MusicBrainz release group: 6ee1dbde-ef5b-3657-ac33-8c2a9b1500ef